# Niamey
Niamey, amb una població de 1.026.848 habitants, és la capital del Níger i la ciutat més important, a banda i banda del riu Níger, principalment a la riba dreta. És un centre administratiu, cultural i econòmic en una regió agrícola on es cultiven cacauets i hi tenen la seu indústries manufactureres de maons, terrissa, ciment i teixits.
Niamey es va fundar probablement al segle xviii, però no va començar a agafar importància fins que els francesos hi van crear un destacament colonial a la dècada de 1890, que ràpidament va créixer fins a convertir-se en una localitat notable. El 1926 va esdevenir la capital del Níger, i la població va anar-se incrementant gradualment, des dels 3.000 habitants del 1930 fins als 30.000 del 1960, els 250.000 del 1980 i, segons algunes estimacions, els 800.000 de l'any 2000. La causa principal d'aquest creixement de la població ha estat la immigració des del camp en temps de sequera. A partir del 2017, les projeccions de població mostren que el districte de la capital creix a un ritme més lent que el conjunt del país, que té la taxa de fecunditat més alta del món.
Entre els diversos punts d'interès de la ciutat hi ha el Museu Nacional del Níger, que inclou un zoològic, un museu d'arquitectura popular, un centre d'artesania i diverses exposicions, entre les quals les dedicades a esquelets de dinosaures i a l'arbre del Ténéré. També hi ha els centres culturals nigerí, francès i estatunidenc, dos mercats principals i una pista de lluita tradicional.
La ciutat també és la seu de l'Aeroport Internacional Diori Hamani, la diòcesi de Niamey, l'Escola Nacional d'Administració, la Universitat Abdou Moumouni de Niamey (situada a la riba esquerra del riu) i nombrosos instituts, com el Centre Numèric de Niamey, l'Institut de Recerca i Desenvolupament, l'Institut Hidrològic, etc.
El desembre del 2005 hi van tenir lloc els Jocs de la Francofonia.

## Història

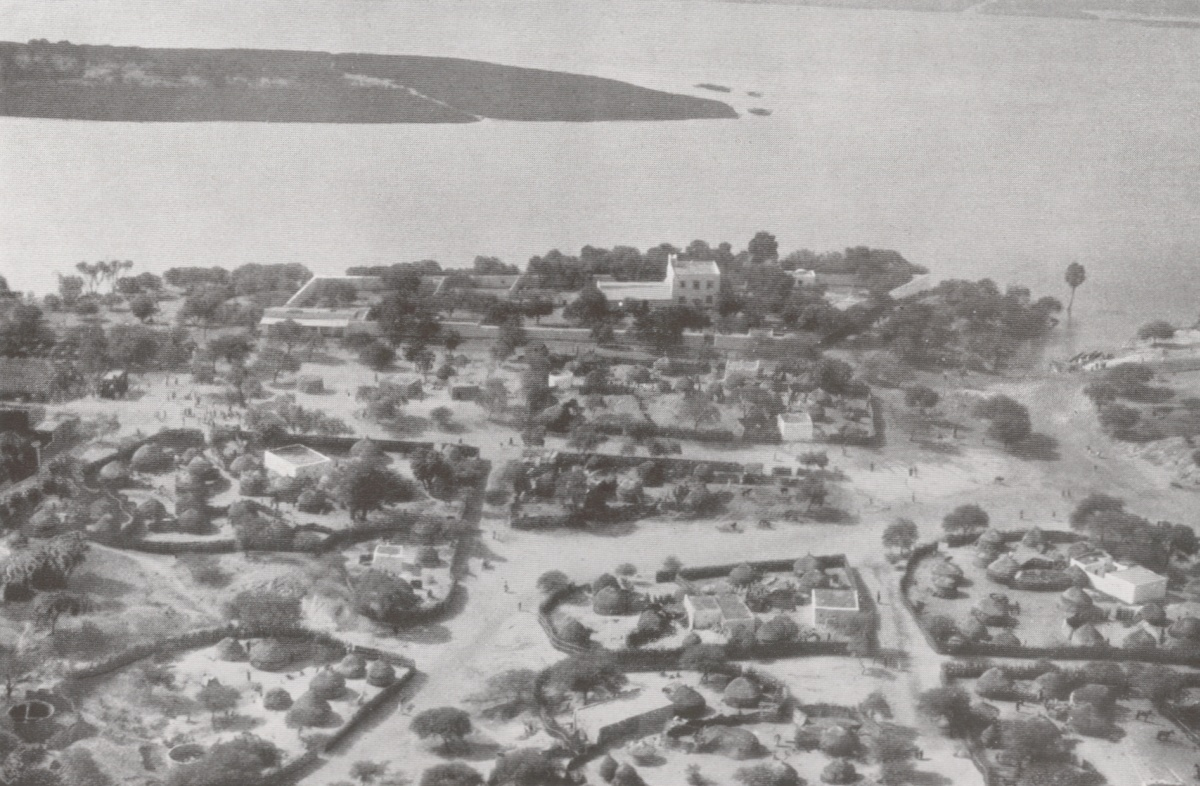
Niamey el desembre de 1930. La gran casa del centre és la residència del governador francès. Foto aèria feta pel pilot i fotògraf suís Walter Mittelholzer.

Niamey va ser fundada probablement al segle xviii i es va originar com un grup de petits pobles (Gaweye, Kalley, Maourey, Zongo i Foulani Koira). Niamey va tenir poca importància fins que els francesos la van desenvolupar com a centre colonial a finals de la dècada de 1890. La ciutat, llavors amb una població estimada d'uns 1.800 habitants, va ser escollida com a capital del recentment creat Territori Militar del Níger el 1905, però, la capital es va traslladar a la ciutat de Zinder el 1912. La proximitat de Zinder a la frontera nigeriana i la distància dels ports controlats per França van fer que els francesos traslladessin la capital a Niamey el 1926, moment en què la ciutat tenia uns 3.000 habitants. Una sèrie de sequeres devastadores van provocar un creixement important de la població durant aquest període, i el 1945 la població era d'uns 8.000 habitants.
Abans de 1926-27, la frontera entre Burkina Faso i el Níger passava al llarg del riu Níger, la qual cosa significa que Niamey es trobava directament al límit.

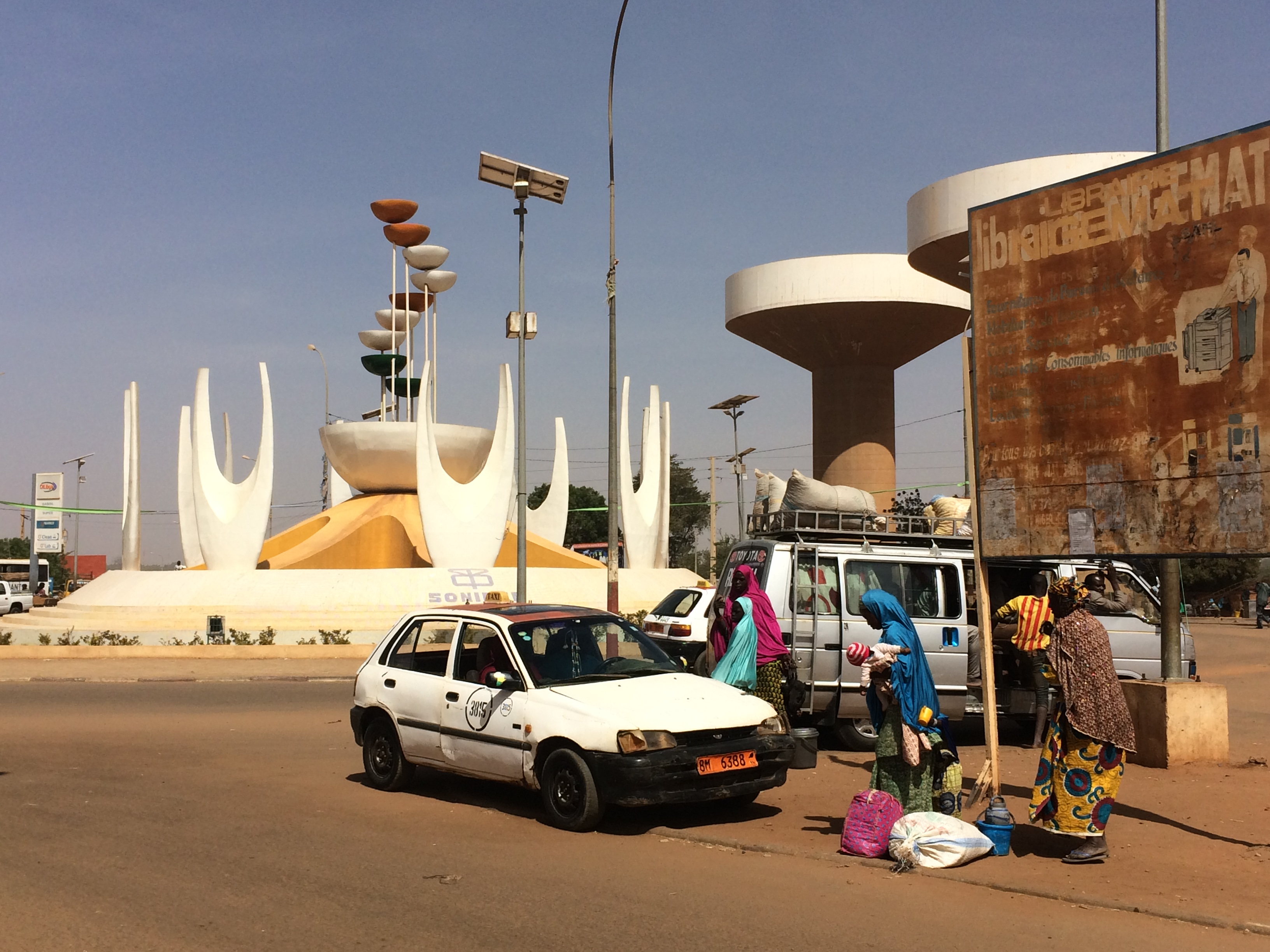
Place du Liptako-Gourma

En el moment de la independència l'any 1960 la població havia crescut fins als 30.000 habitants. El període de 1970 a 1988 va ser un període en què l'economia del Níger va créixer, impulsada pels ingressos de les mines d'urani d'Arlit. Com a resultat, la població de Niamey va créixer de 108.000 a 398.365 habitants i la ciutat es va expandir de 1.367 ha el 1970 a 4.400 ha el 1977, en el procés annexant pobles perifèrics com Lazaret. Les sequeres contínues també van fer que molts nigerians rurals es traslladessin a la ciutat en creixement.
El 1992 Niamey i el seu interior immediat es van separar de la regió de Niamey per formar el districte capital de Niamey, molt més petit, enclavat dins de la nova regió de Tillabéri.
Segons algunes estimacions, la població havia arribat als 700.000 l'any 2000. El 2011, la premsa del govern estimava que la població urbana total era superior a 1,5 milions. Una de les principals causes de l'augment ha estat la migració per feina i durant les sequeres, així com l'elevat creixement demogràfic. Aquest últim factor fa que demogràficament la majoria dels ciutadans de la ciutat siguin joves.

## Geografia

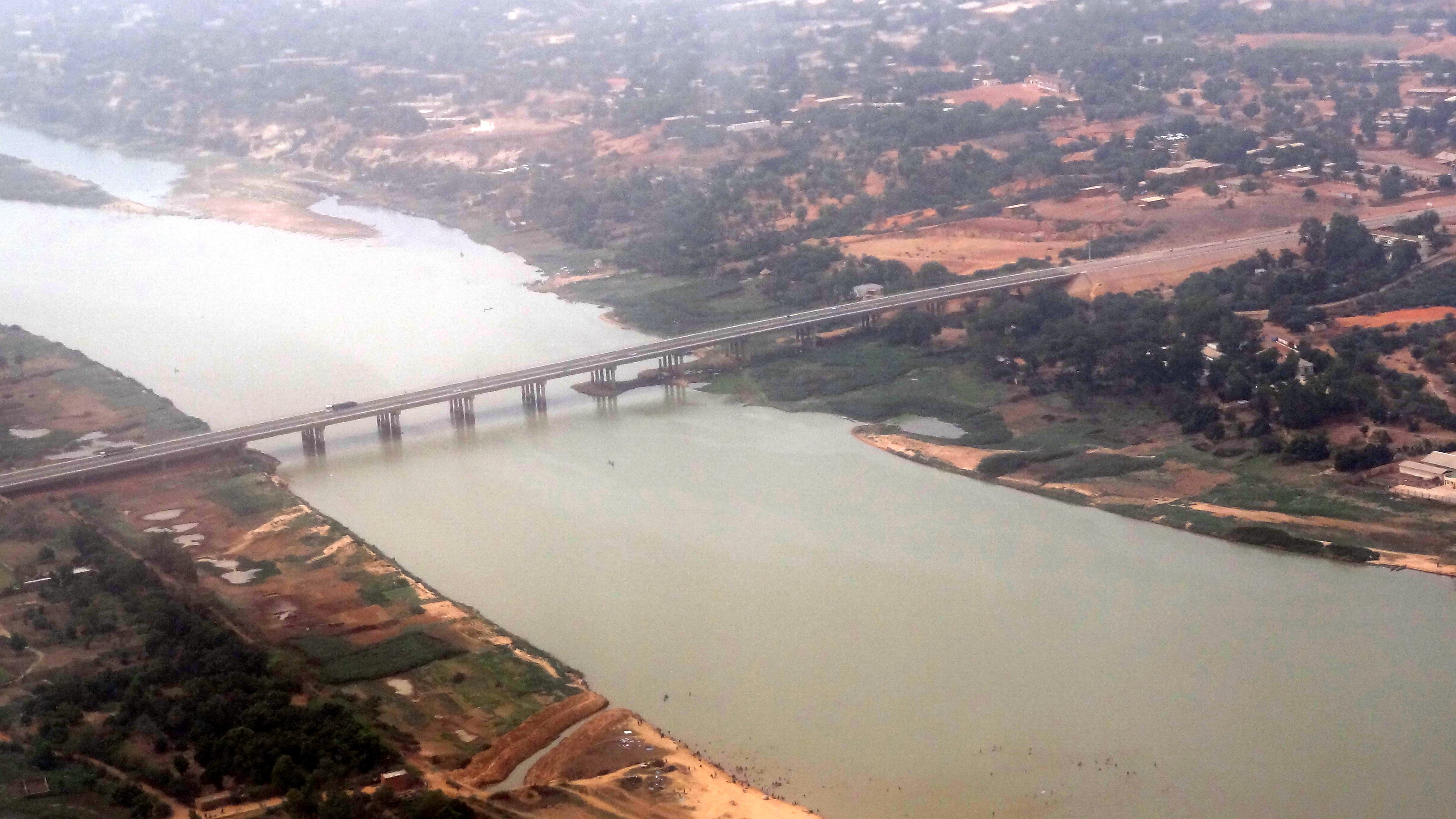
El pont de l'amistat

La regió de Niamey es troba a cavall entre el Liptako, que correspon a l'extrem nord de la cresta oriental de Man, i la vora sud-oest de la conca d'Iullemmeden. Amb una superfície de més de 250 km, l'àrea metropolitana es troba al damunt de dos altiplans arribant als 218 m en altitud, dividit en dos pel riu Níger. A Niamey, el riu, que discorre gairebé recte SSE des de Gao, Mali, fa una sèrie d'amples revolts. La ciutat es va fundar a l'est (marge esquerre) del riu, ja que serpenteja d'oest a est per córrer gairebé directament cap al sud. Una sèrie d'illes pantanoses comencen a Niamey i s'estenen al sud al riu.
La gran majoria de la població i els edificis governamentals i comercials es troben a la riba oriental del riu. El mateix centre del centre conté una sèrie d'amples bulevards que uneixen les rotondes. Dos ponts connecten els dos costats: el pont Kennedy i el pont de l'amistat. La zona del marge occidental consta principalment de zones residencials com Gaweye, Saguia, Lamorde, Saga i Karadje, així com la Universitat Abdou Moumouni.

### Clima
El clima és càlid i semiàrid (classificació climàtica de Köppen), amb una precipitació prevista d'entre 500 mm i 750 mm un any, principalment començant amb unes quantes tempestes al maig, després una transició a una estació de pluges, que generalment dura des de juny fins a principis de setembre, quan les pluges disminueixen força ràpidament. La major part de les pluges són des de finals de juny fins a mitjans de setembre. D'octubre a abril pràcticament no plou. Niamey fa una calor notable durant tot l'any. De fet, és una de les grans ciutats més calentes del món. Les temperatures altes mitjanes mensuals arriben als 38 °C quatre mesos a l'any i en cap mes les temperatures altes mitjanes baixen dels 32 °C. Durant l'estació seca, especialment de novembre a febrer, les nits són generalment fresques. Els mínims nocturns mitjans entre novembre i febrer oscil·len entre el 14–18 °C.

## Demografia
| 1977    | 1988    | 2001    | 2012      | 2024      |
| 233.414 | 391.876 | 690.286 | 1.026.848 | 1.496.260 |

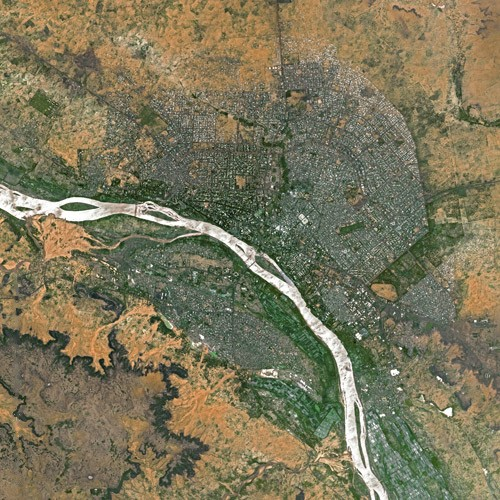
Niamey vist des de Spot Satellite

La població de Niamey ha crescut ràpidament des de la independència: les sequeres de principis dels anys setanta i vuitanta, juntament amb la crisi econòmica de principis dels vuitanta, han impulsat un èxode d'habitants rurals cap a la ciutat més gran del Níger. La seva població va augmentar gradualment, passant d'uns 3.000 el 1930 a uns 30.000 el 1960, passant a 250.000 el 1980 i, segons les estadístiques oficials, a 800.000 el 2000 Sota el govern militar del general Seyni Kountché, hi havia controls estrictes sobre la residència i el govern regularment reunia i «deportaria» els que no tenien permís als seus pobles. Les llibertats creixents de finals dels anys vuitanta i noranta, juntament amb la rebel·lió tuareg dels anys noranta i la fam dels anys 2000, han reforçat aquest procés de migració interna, amb l'aparició de grans assentaments informals als afores de la ciutat. Al centre de la ciutat des dels anys 80 es noten grups de captaires pobres, joves o discapacitats. Dins dels barris més rics o amb més tràfic, aquests captaires han format, de fet, un sistema jeràrquic ben regulat en el qual els captaires obtenen sadaka segons normes culturals i religioses.
A la dècada de 1990, la taxa de creixement de la població del districte de la capital era inferior a la tòrrida taxa nacional, cosa que suggereix que la gran migració rural (urbanització) era insignificant al Níger, hi ha un recompte insuficient i/o les deportacions forçades d'urbà a rural del govern van ser efectives.

## Cultura i arquitectura

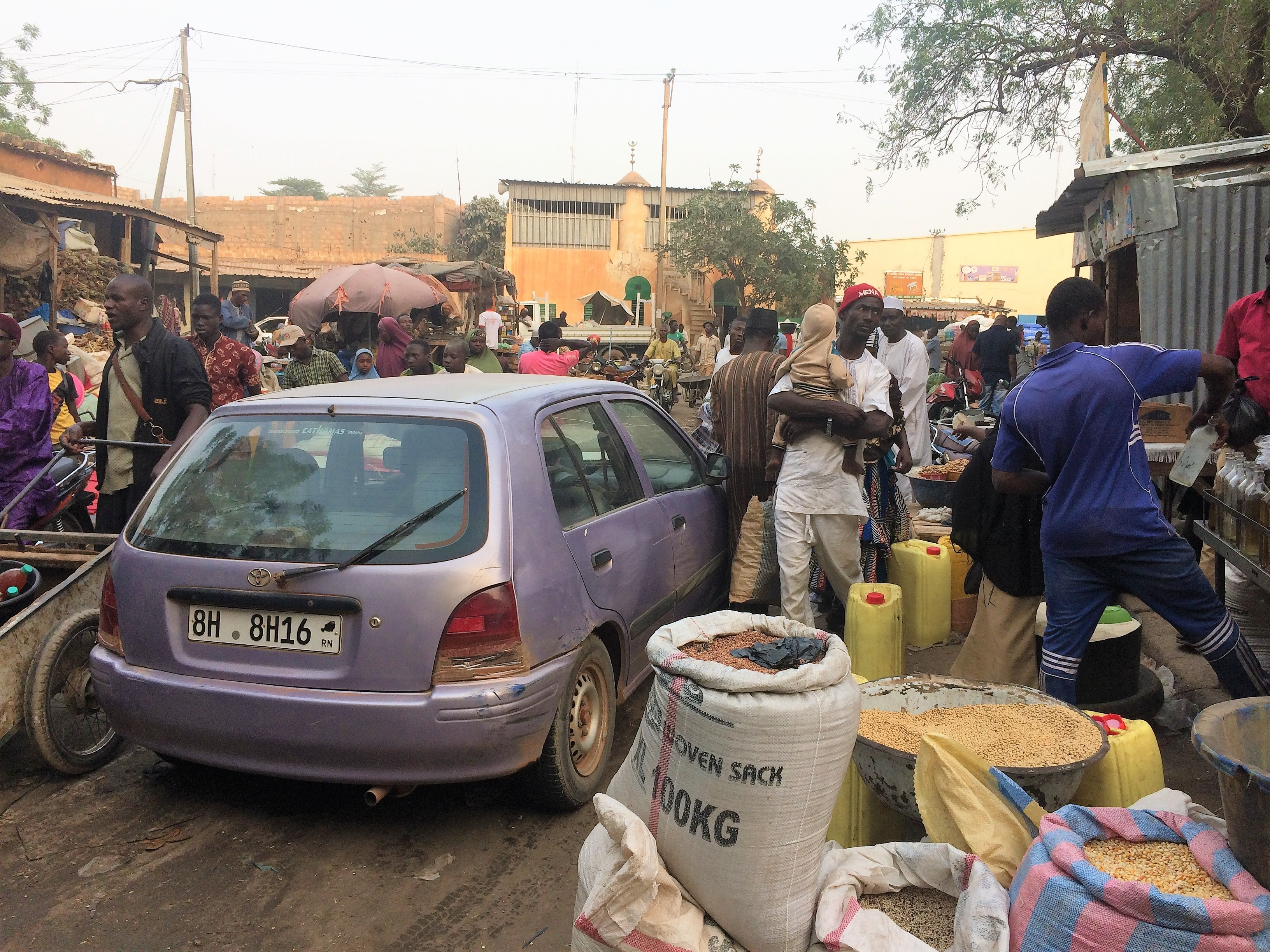
Mercat de Niamey

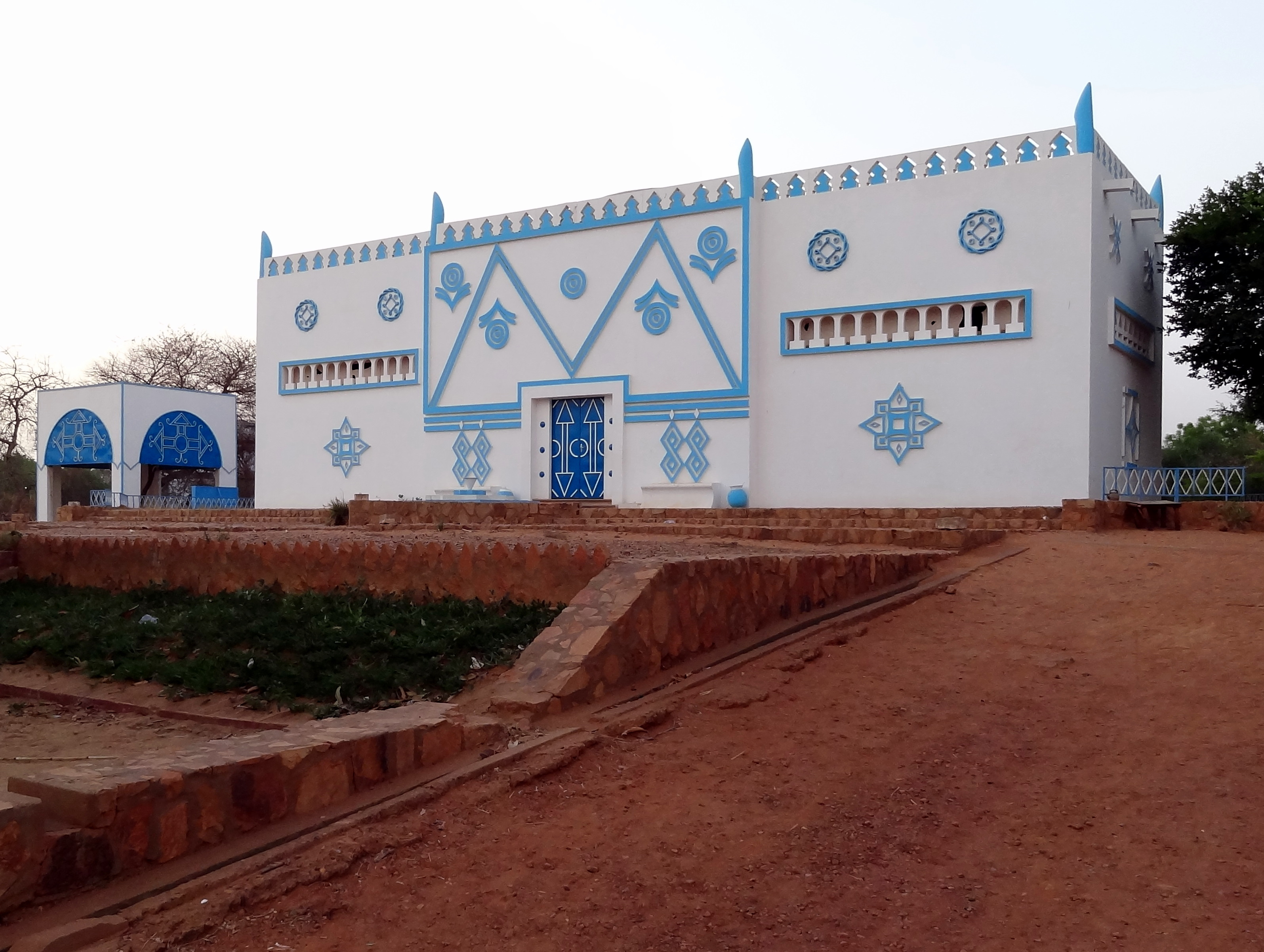
Museu Nacional del Níger

Una atracció important de la ciutat és el Museu Nacional del Níger, que incorpora un zoològic, un museu d’arquitectura vernacular, un centre d'artesania i exposicions que inclouen esquelets de dinosaures i l'Arbre du Ténéré. Altres llocs d'interès inclouen els centres culturals nord-americans, francesos i nigerians, set grans centres comercials (inclòs el gran mercat de Niamey), un camp de lluita tradicional i una pista de carreres de cavalls. La major part de la ceràmica de colors que es ven a Niamey està feta a mà al poble proper de Boubon.
El desembre de 2005, va ser l'amfitrió dels Jocs de la Francophonie.

### Llocs de culte
Com que el Níger és un país predominantment musulmà, les mesquites són els llocs de culte més habituals, sent la Gran Mesquita la més gran de la ciutat. També hi ha diverses esglésies cristianes, sobretot la catedral de Nostra Senyora del Perpetu Socors i la catedral de Maourey.

## Governança

### Administració
Niamey constitueix un districte capital especial del Níger, que està envoltat per la regió de Tillabéri.

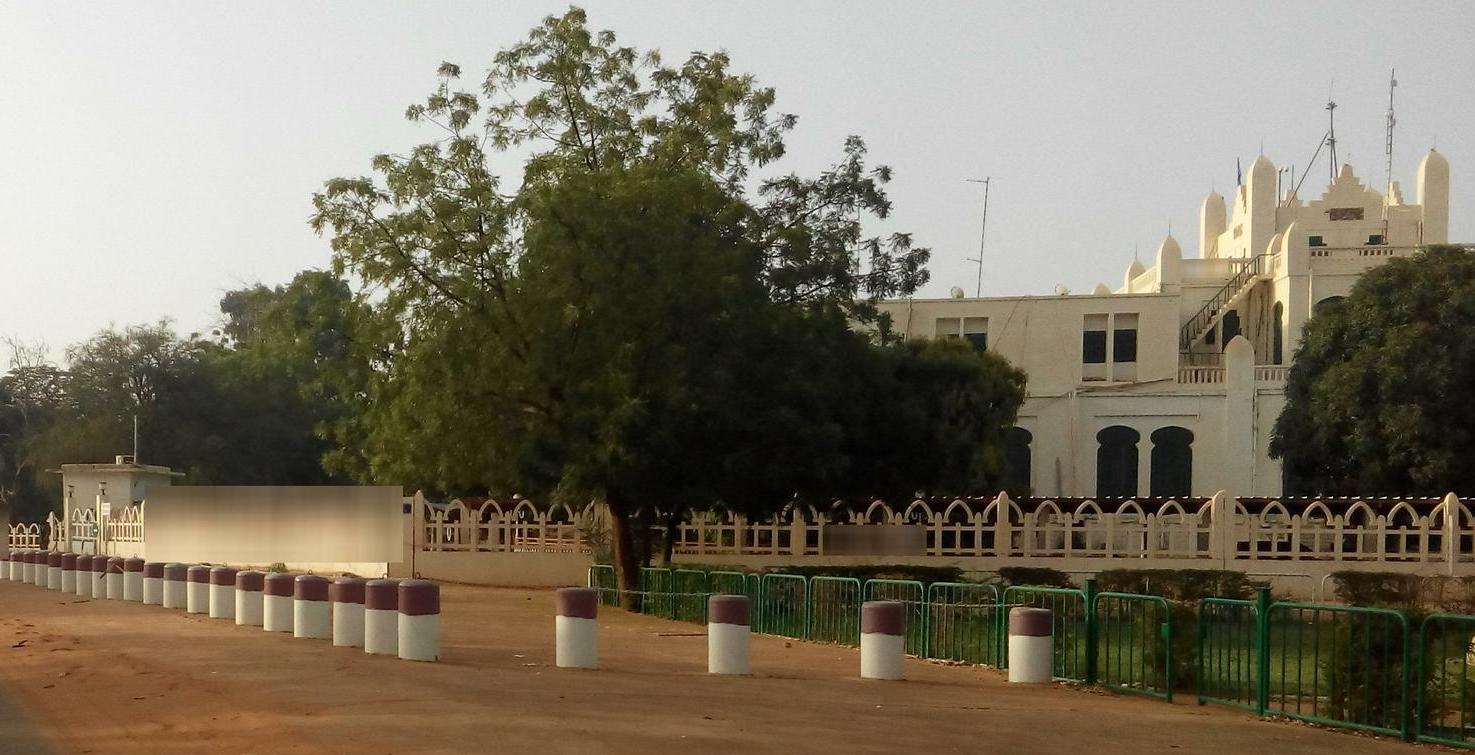
Antic palau presidencial

La mateixa ciutat de Niamey es regeix com un bloc administratiu autònom de primer nivell, la Comunitat Urbana de Niamey (Fr. Communauté Urbaine de Niamey, o CUN). Comprèn cinc municipis urbans, dividits en 44 «Districtes» i 99 «Quarters», incloent-hi les ciutats antigament independents. És una subdivisió de primera divisió co-igual amb les set regions del Níger. La comunitat urbana de Niamey inclou una administració i un governador nomenats pels líders nacionals. Com la resta del Níger, Niamey ha vist una descentralització de la governança des de l'any 2000. L'Ordenança del Govern n°2010-56 i el Decret presidencial n°2010-679 de setembre de 2010 van ordenar un Ajuntament electe per a la ciutat de Niamey, subsumit a la CUN. Això exclou algunes zones perifèriques de la CUN. Quaranta-cinc regidors són elegits popularment i al seu torn elegeixen l'alcalde de la ciutat de Niamey. El juliol de 2011, el primer alcalde sota el nou sistema, Oumarou Dogari Moumouni, va ser instal·lat per la governadora de la CUN, la Sra. Aïchatou Boulama Kané i l'Ajuntament. L'Ajuntament i l'alcalde tenen uns papers limitats en comparació amb el governador de la CUN. Niamey té una tercera capa de govern al sistema comunal. Cada Comuna tria el seu propi consell, i fora de les grans ciutats, aquestes funcionen com a ciutats independents. Niamey i altres grans ciutats han estat, des de l'arribada de la descentralització, desenvolupant la coordinació dels governs comunals a les grans ciutats formades per múltiples comunes.
Sota aquest procés de devolució formalitzat en la Constitució del Níger de 1999, la CUN conté cinc comunes urbanes, que es divideixen a més en 99 quarters (Quartiers) amb juntes electes.

### Comunes i barris
El CUN inclou 99 barris:
| Comuna     | Quarts      | Mapa | Plànol de la ciutat amb els 5 municipis |
| ---------- | ----------- | ---- | --------------------------------------- |
| Niamey I   | 20 Quarters |      |                                         |
| Niamey II  | 17 Quarters |      |                                         |
| Niamey III | 17 Quarters |      |                                         |
| Niamey IV  | 17 Quarters |      |                                         |
| Niamey V   | 28 Quarters |      |                                         |

El CUN inclou terres on abans hi havia diverses ciutats i pobles dels voltants que ara s'ha annexat la ciutat de Niamey. Són Soudouré, Lamordé, Gamkallé, Yantala i Gaweye.
La CUN cobreix un territori de 239,30 m², o el 0,02% del territori de la nació.
Fins a 1998, tot el gran Niamey formava part de la regió de Tillabéri, que abans de 1992 s'anomenava Departament de Niamey. La CUN continua envoltada per totes bandes per la Regió de Tillabéri.

## Transport

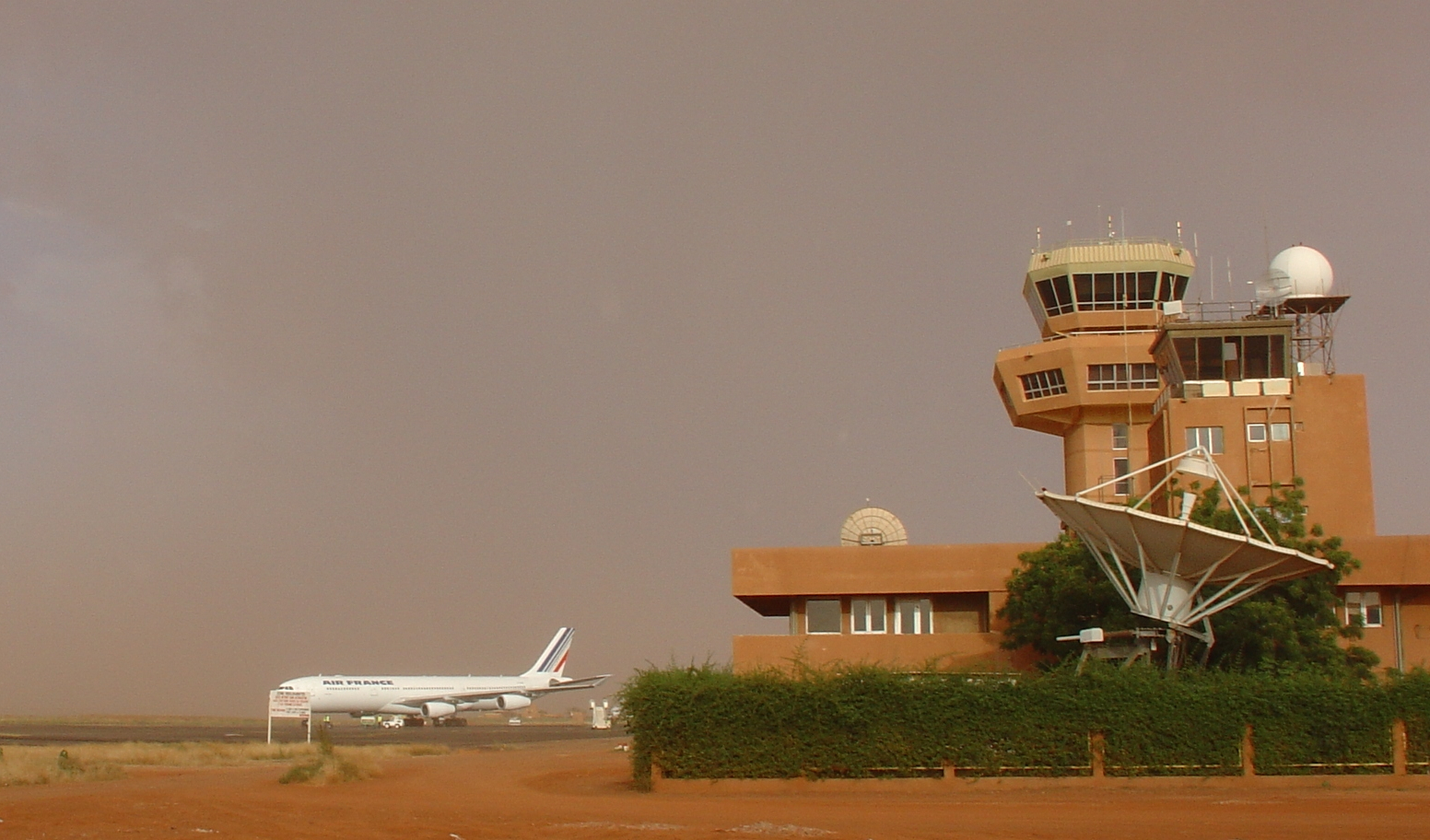
Aeroport de Niamey

Niamey és servit per l'Aeroport Internacional Diori Hamani, situat a 12 km al sud-est de la ciutat i és travessada per la carretera RN1. L'estació de ferrocarril de Niamey, inaugurada oficialment l'abril de 2014, és la primera construïda al Níger. També s'utilitzen vaixells per recórrer el riu Níger.

## Educació
La ciutat és també la seu de l'Escola Nacional d'Administració, la Universitat Abdou Moumouni, l’Institut Superior de Mineria, Indústria i Geologia que es troba a la riba dreta del riu, i molts instituts (Centre Numérique de Niamey, IRD, ICRISAT, Hydrologic). Institut, etc.) Niamey acull el Centre Africà d’Aplicació Meteorològica per al Desenvolupament.